# Cyrille Oumedjkane
Cyrille Oumedjkane (5 aprile 1976) è un tuffatore francese, specializzato nelle grandi altezze.

## Biografia
Ha rappresentato la Francia a tre edizioni dei campionati mondiali di nuoto: a Barcellona 2013, in cui si è classificato dodicesimo, Kazan' 2015, dove è giunto quarto e a Budepest 2017.
Nel 2018 si è tuffato nelle acque del Lago dei Quattro Cantoni, a Sisikon, lanciandosi da un parapendio dall'altezza di 20 metri.

## Palmarès
| Anno | Manifestazione | Sede       | Evento         | Risultato | Prestazione | Note |
| ---- | -------------- | ---------- | -------------- | --------- | ----------- | ---- |
| 2013 | Mondiali       | Barcellona | Grandi altezze | 12º       | 403,35 p.   |      |
| 2015 | Mondiali       | Kazan'     | Grandi altezze | 18º       | 317,05 p.   |      |
| 2017 | Mondiali       | Budapest   | Grandi altezze | 21º       | 194,85 p.   |      |